# چنانیان
چنانیان (به انگلیسی: Chananian) یک روستا در پاکستان است که در ناحیه دره جهلم واقع شده‌است. چنانیان ۲٬۲۲۶ متر بالاتر از سطح دریا واقع شده‌است.